# أرمد (إمليل)
أرمد هو دُوَّار مجمع جبلي بالأطلس الكبير تابع لجماعة أسني بإقليم الحوز ضمن جهة مراكش أسفي المغربية، يبلغ عدد سكان الدوار 1200 نسمة حسب الإحصاء العام للسكن والسكنى لسنة 2014. يقع هذا الدوار بمنطقة جبلية سياحية بين قرية إمليل وقمة جبل توبقال الأعلى بشمال إفريقيا، ويشتهر بموضعه على سفح الجبل.

## الجغرافيا
يبعد دوار أرمد بحوالي 70 كلم عن مدينة مراكش على ارتفاع حوالي 1750 متر فوق سطح البحر بسلسلة جبال الأطلس الكبير الأوسط، ويشتهر بالزراعات الشجرية مثل التين والجوز والتفاح، وأيضا بالْمَآوِي السياحية، والمحلات والأكواخ التجارية السياحية لبيع المنتجات التقليدية والغذائية.

## السكان
ينتمي دُوَّار أرمد لمشيخة إمليل، دائرة أسني، بجماعة أسني في إقليم الحوز ضمن جهة مراكش أسفي المغربية، يبلغ عدد سكان الدوار 1200 نسمة حسب الإحصاء العام للسكن والسكنى لسنة 2014، يعيشون في 203 أسرة. 
- معدل تمدرس الأطفال: 98,6%
- معدل الأمية: 36,1%
- معدل النشاط: 45,4%
- معدل البطالة: 6,0%
- نسبة التزود بالكهرباء: 97,0%
- نسبة التزود بالماء الصالح للشرب: 92,6%
- نسبة الربط بشبكة الصرف الصحي: 1,0%
- نسبة الربط بالإنترنت: 1,5%
- اللغات الشائعة: الأمازيغية، الدارجة المغربية [2]

## معرض الصور

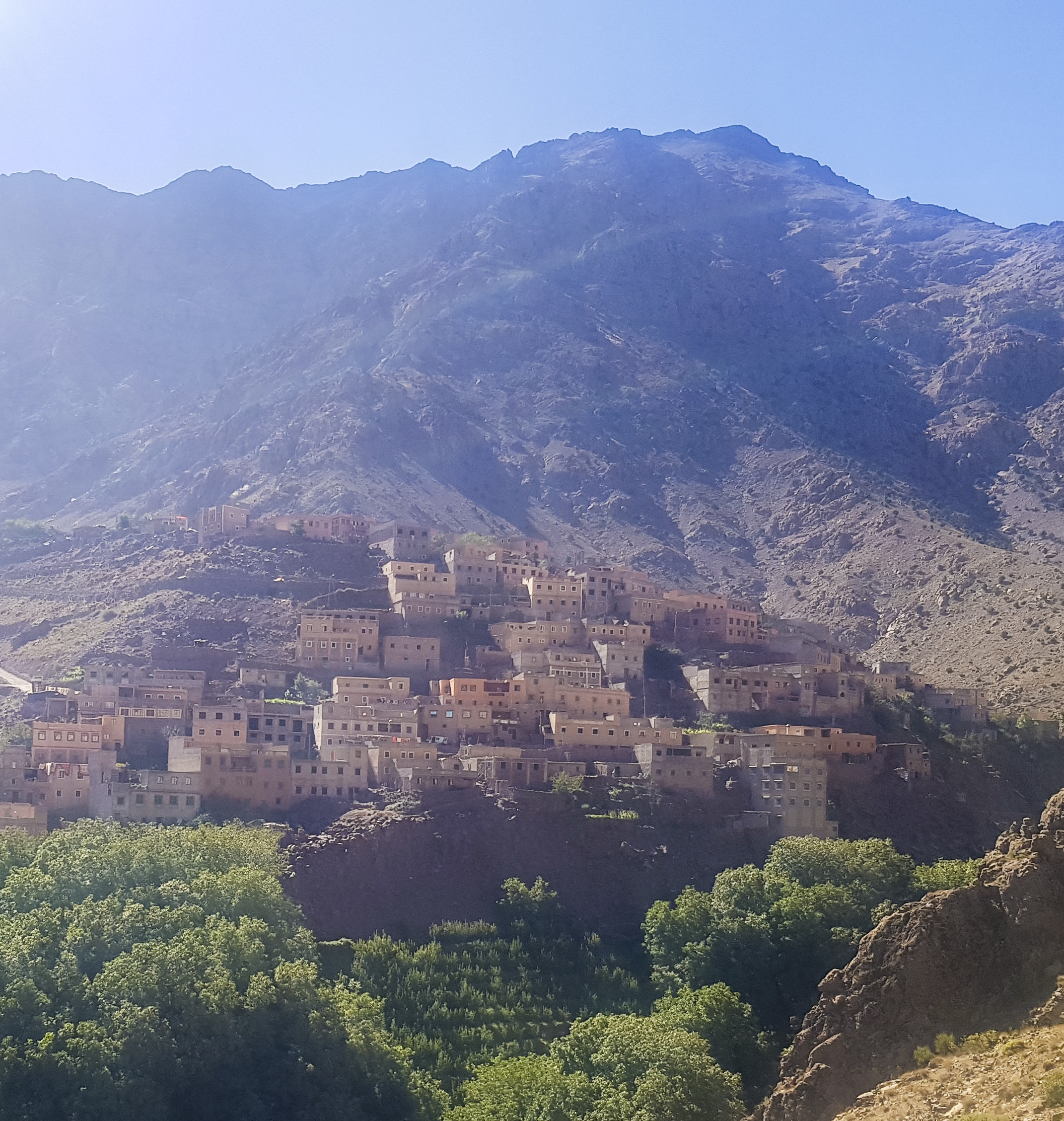
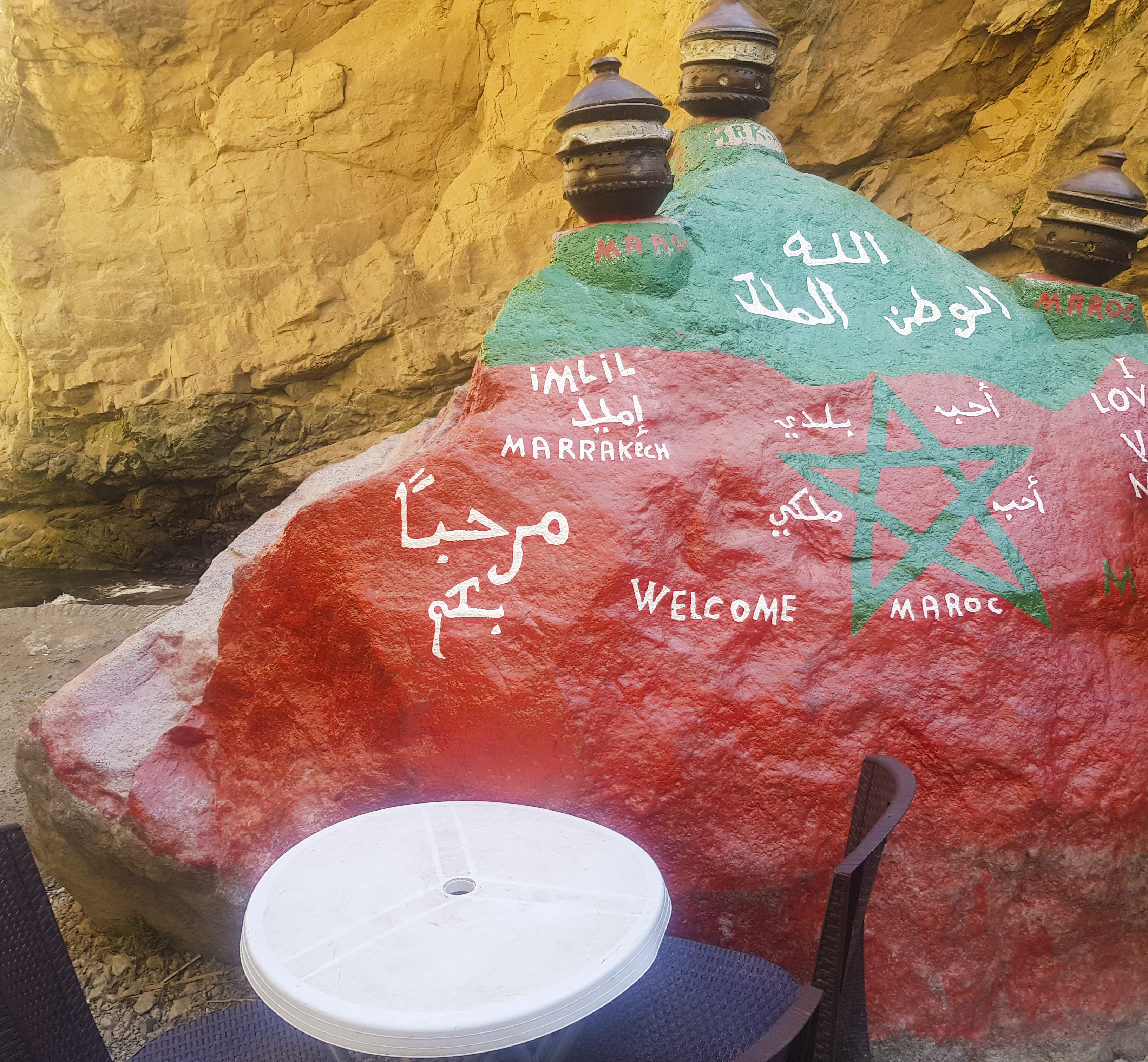
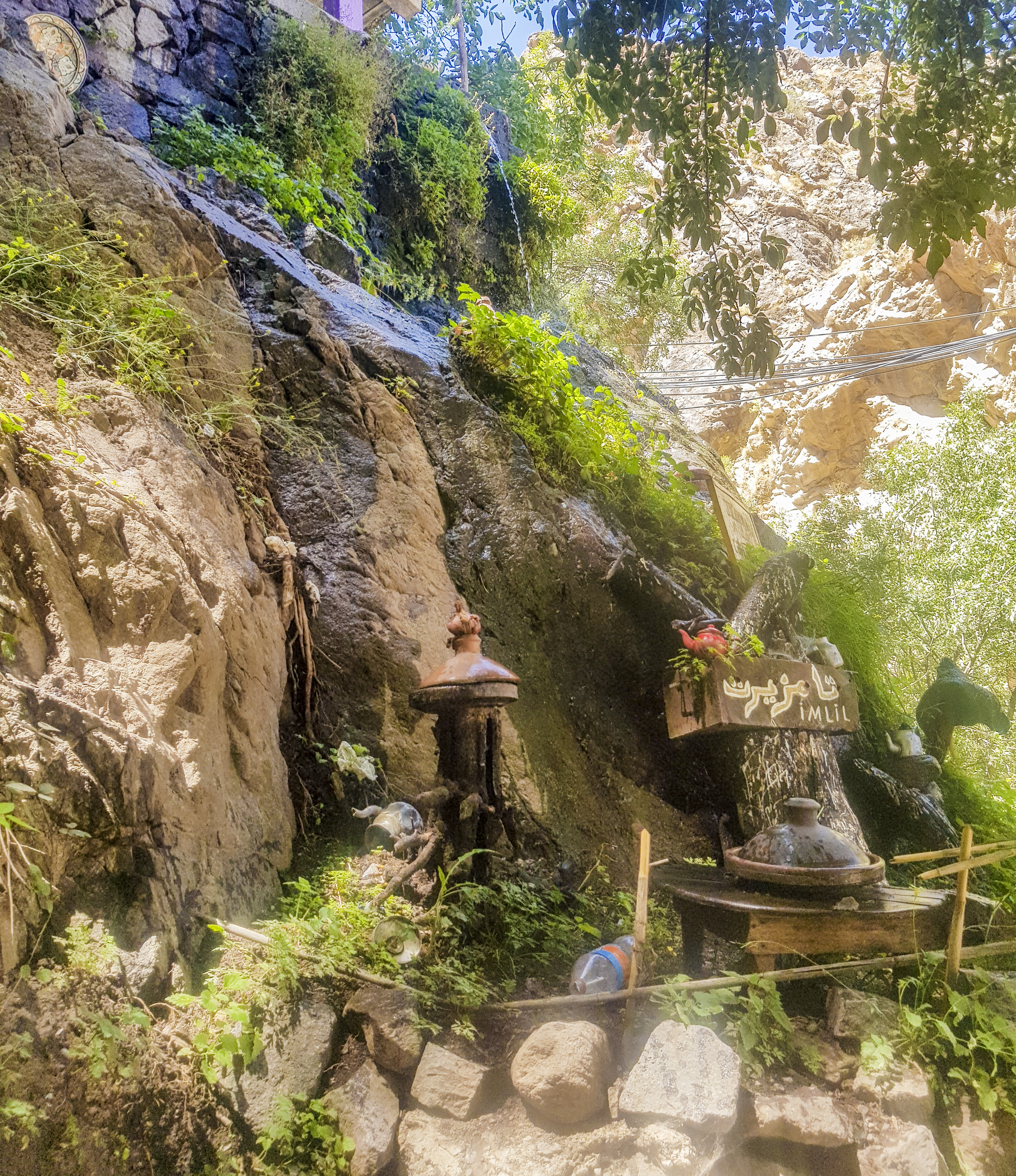
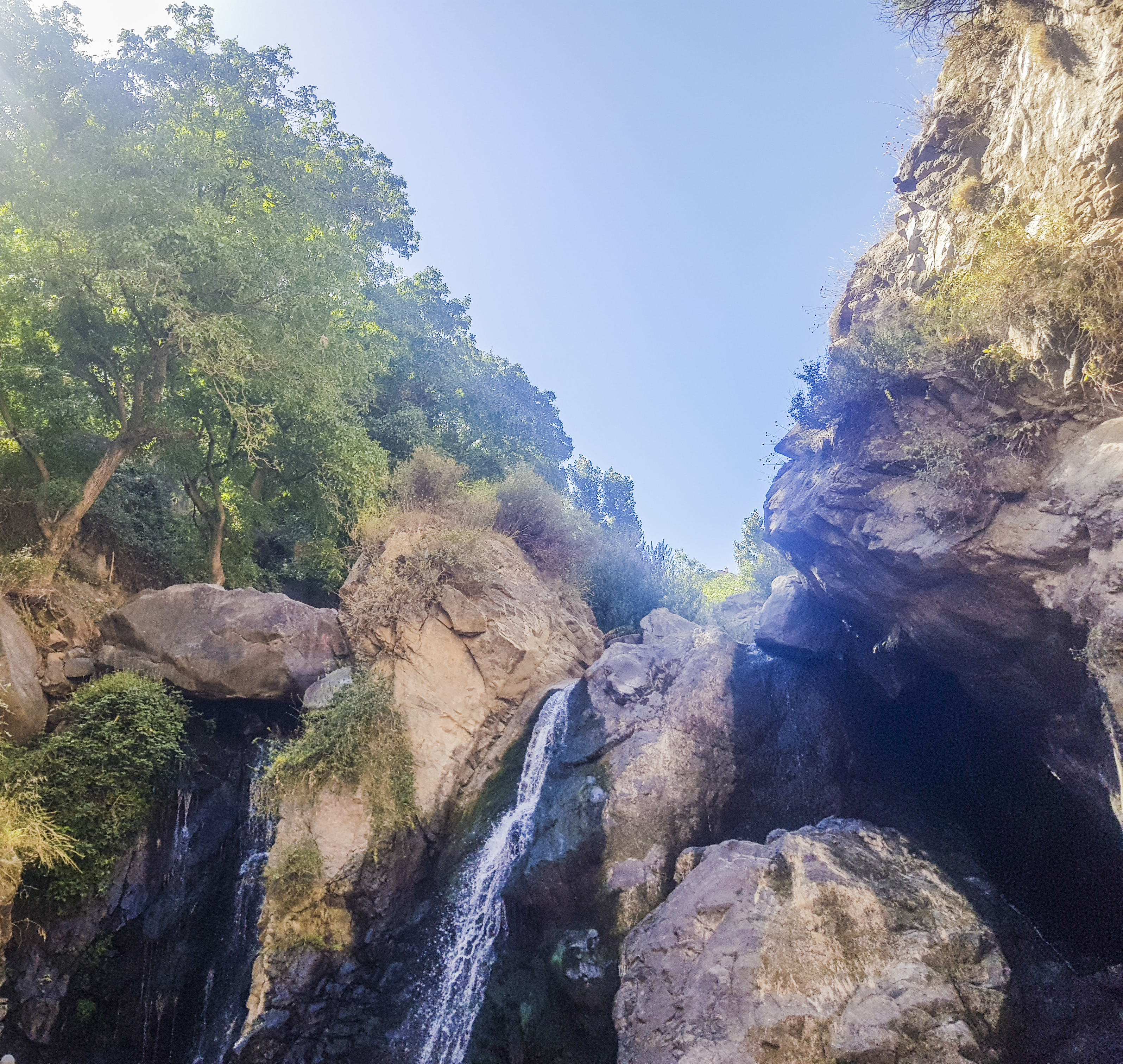
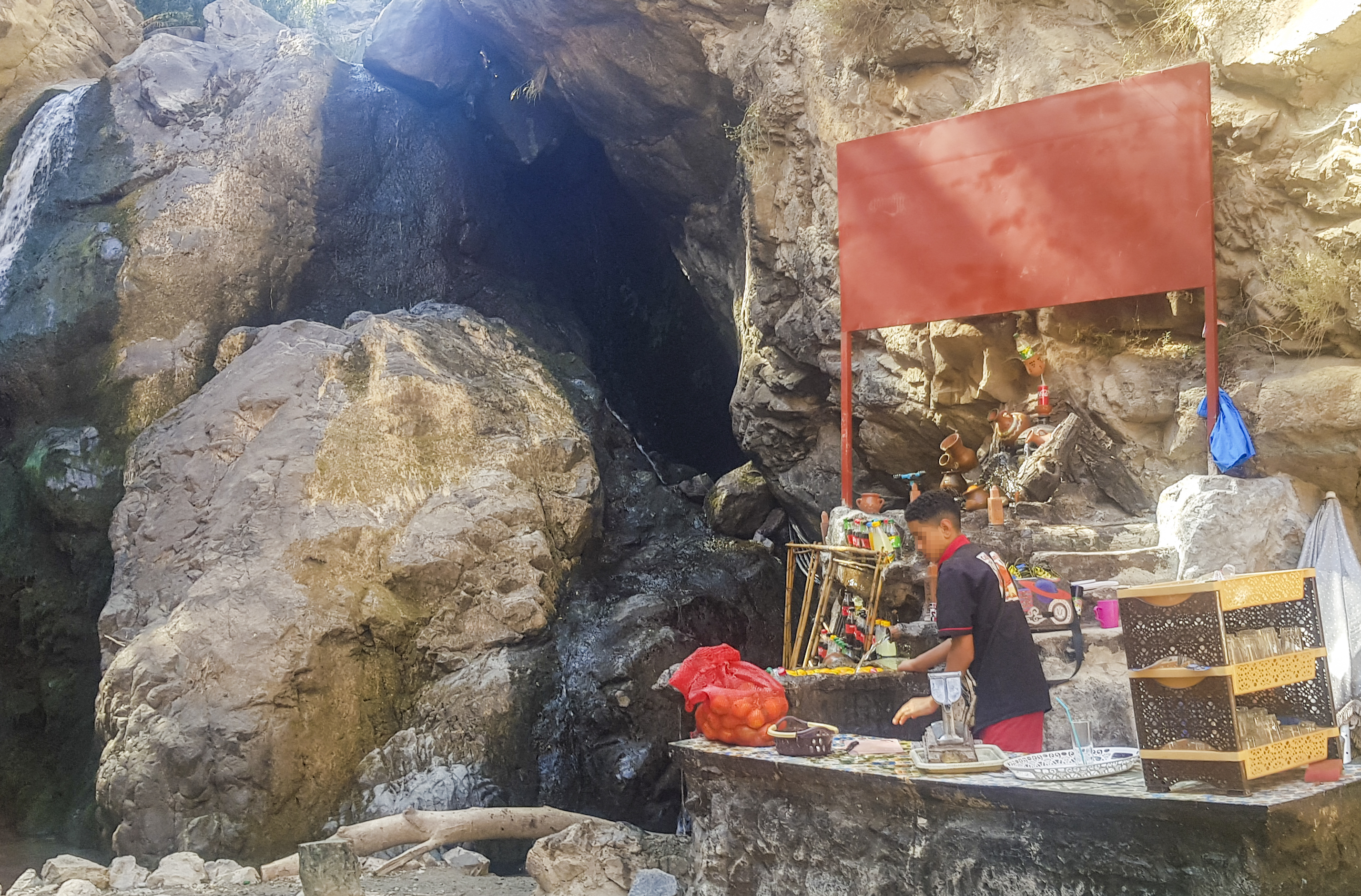
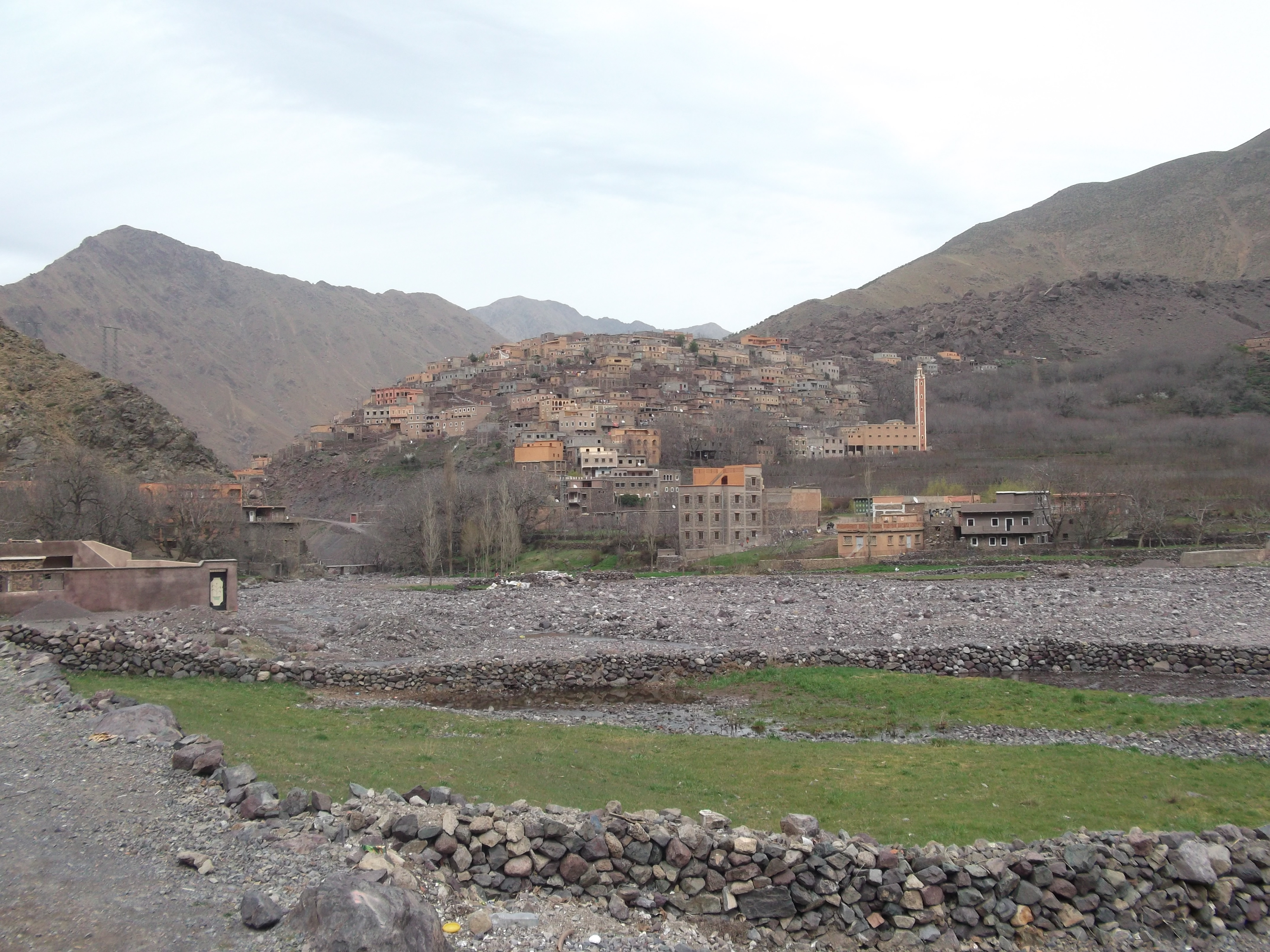
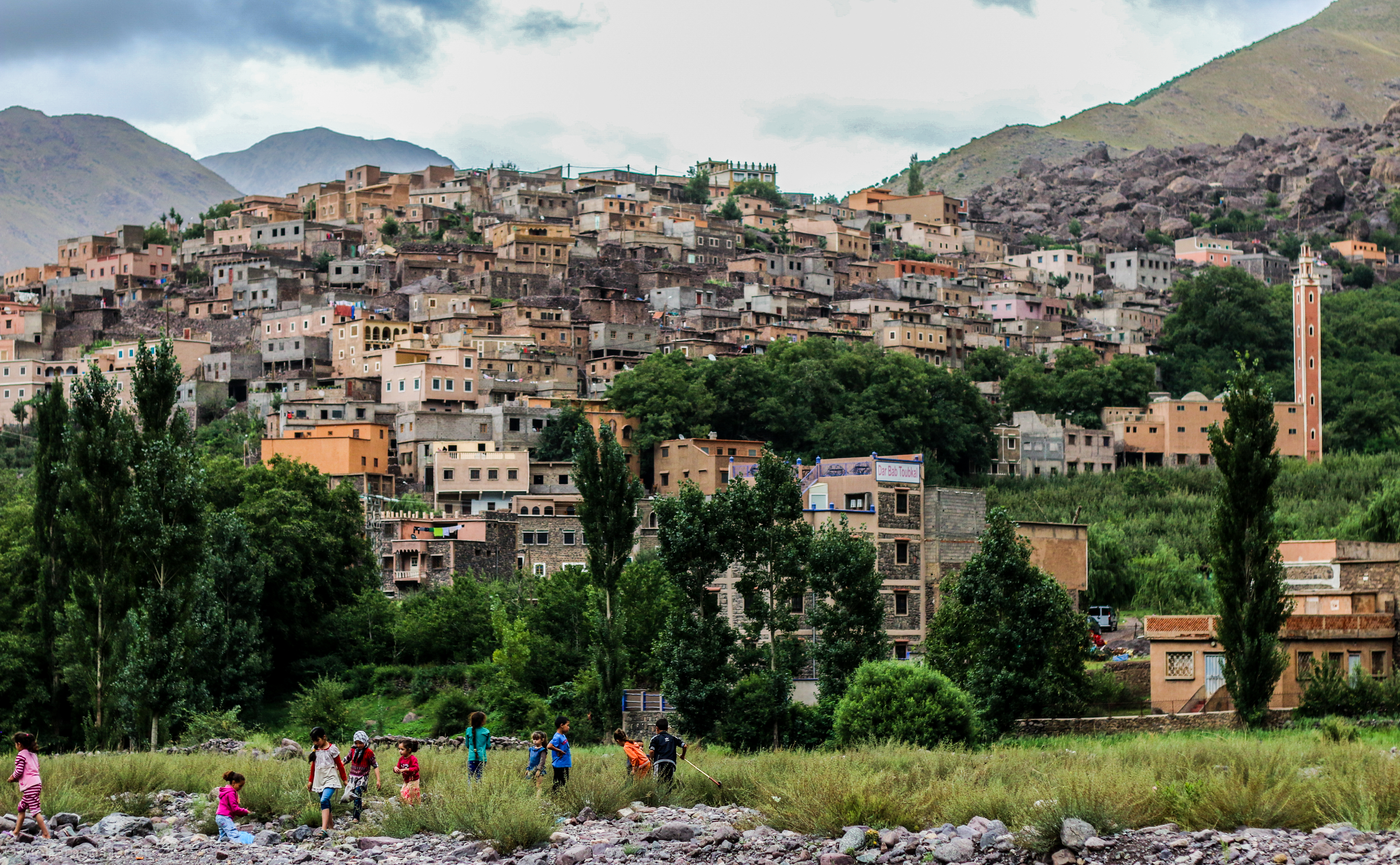
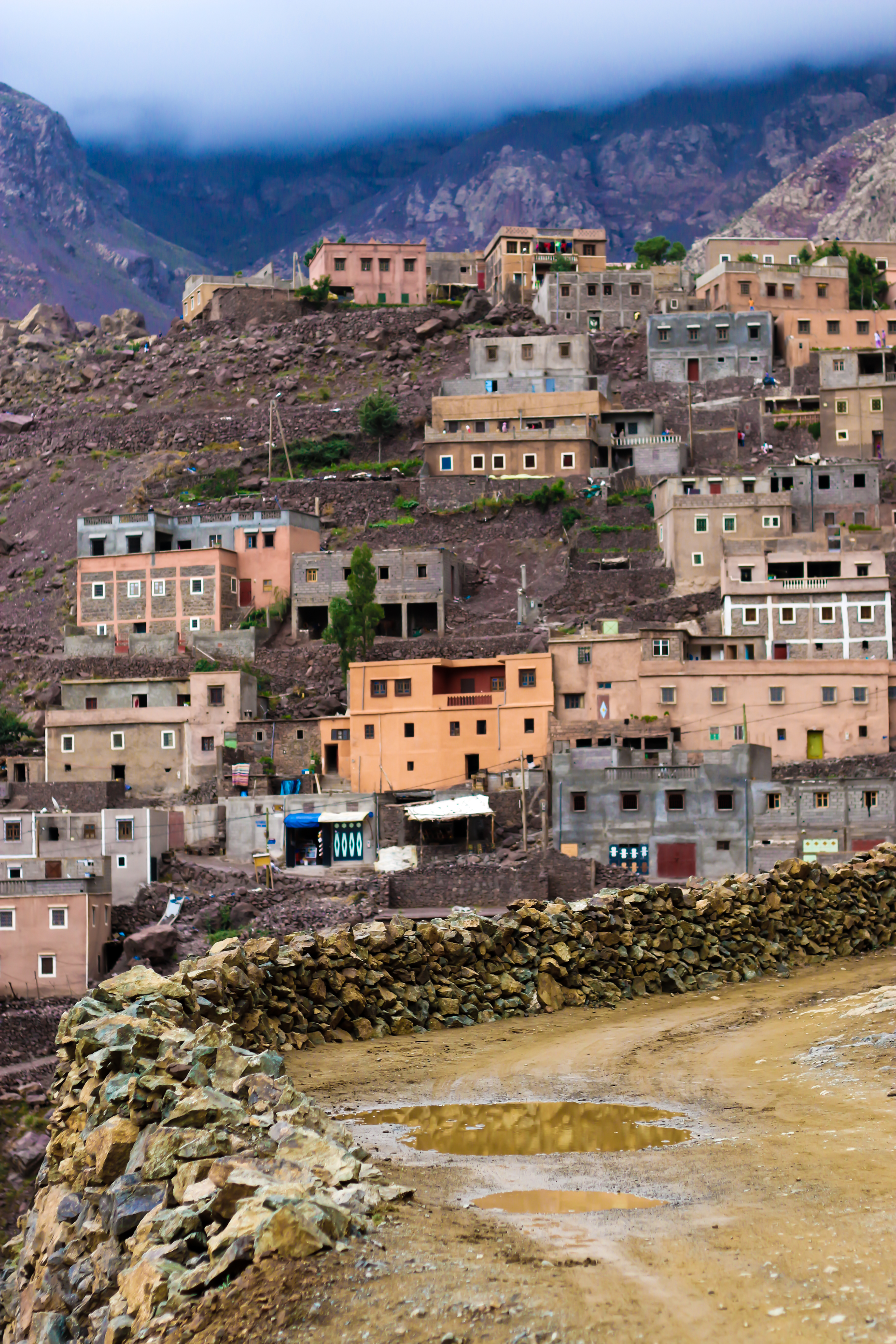

## وصلات خارجية
- البوابة الوطنية للجماعات الترابية
- المندوبية السامية للتخطيط